# ستيفاني نجوين
ستيفاني نجوين (بالدنماركية: Stephanie Nguyen)‏ هي مصممة رقص وممثلة دانمركية، ولدت في 31 ديسمبر 1986.

## وصلات خارجية
- ستيفاني نجوين على موقع IMDb (الإنجليزية)
- ستيفاني نجوين على موقع كينوبويسك (الروسية)